# Združena arabska republika
Združena arabska republika je država, ki je nastala z združitvijo Sirije in Egipta ter je obstajala v letih 1958–1961.
Do združitve je prišlo, ko so se sirske oblasti zbale komunističnega prevrata in so se obrnile na egiptovskega predsednika Naserja po pomoč. Zveza s prestolnico v Kairu je formalno nastala 1. februarja 1958. V Sirijo so prišli egiptovski vojaški in tehnični svetovalci in grožnja prevrata je bila kmalu odpravljena. Nova država se je glede oskrbe z orožjem, ironično, naslonila na Sovjetsko zvezo, ki je iskala zaveznike v hladni vojni. 
Preostale arabske države niso pokazale prave volje za pridružitev Naserjevemu panarabskemu projektu; v Siriji je naraščalo nezadovoljstvo nad Egipčani, ki so se do sirskih »rojakov« vedli kolonialistično (čeprav so obe narodnosti uradno ukinili in ju nadomestili s pojmom »Arabci«), tudi sirski voditelji niso bili zadovoljni z bivanjem v Kairu, daleč od vira svoje moči, in tako je kmalu postalo jasno, da novonastala zveza ne bo zdržala dolgo. Leta 1961 je v Siriji prišlo do vojaškega udara in 28. septembra istega leta je Sirija izstopila. Egipt je obdržal uradno ime »Združena arabska republika« vse do Naserjeve smrti leta 1971. 
Združena arabska republika se je 8. marca 1958 s Severnim Jemnom povezala v mnogo ohlapnejšo zvezo Združene arabske države, ki se je obdržala do jemenskega izstopa decembra 1961.
Osnova za zastavo Združene arabske republike je bila zastava Egipta v rdeče-belo-črni barvni kombinaciji, ki simbolizira arabsko enotnost. Na srednjem, belem polju sta se nahajali dve zeleni zvezdici, ki predstavljata dve članici zveze. Leta 1980 je ta zastava postala državna zastava Sirije. Podobna je tudi zastava Iraka s tremi zvezdicami, ki so spočetka predstavljale upanje na razširitev ZAR. Isto kombinacijo barv najdemo tudi na sudanski in jemenski zastavi.